# Drug Addicts
«Drug Addicts» — песня американского рэпера Lil Pump со второго студийного альбома Harverd Dropout. Она была выпущена лейблом Warner 5 июля 2018 года в качестве второго сингла с альбома.

## Предыстория
Песню планируют включить в грядущий второй студийный альбом Lil Pump. Обложка была опубликована 4 июля 2018 года, когда Чарли Шин твитнул изображение в своем аккаунте в Твиттер.

## Музыкальное видео
В мае 2018 года Lil Pump объявил о своём желании нанять Чарли Шина в свое следующее музыкальное видео. 3 июля 2018 года Шин опубликовал совместную с Pump фотографию, спрашивая его «в какой день ты хочешь сломать интернет?» в Твиттере. 50-секундный фрагмент был опубликован Pump в его аккаунте в Твиттере, призывая подписчиков ретвитнуть, если они хотят, чтобы он немедленно выпустил видео. Фрагмент собрал более 600 000 просмотров. Музыкальное видео, состоящее из «наркотической темы и триповых визуальных эффектов» было официально выпущено 5 июля 2018 года с участием Чарли Шина. Режиссёром выступила Ханна Люкс Дэвис.

## Участники записи
- Baby Winsch – продюсер
- CB Mix – мастеринг, миксинг, запись
- Daniel Ryan Winsch – композитор
- Darius Lassiter – композитор
- Dee Money – продюсер
- Газзи Гарсия – композитор, исполнитель, вокал[9]

## Чарты
| Чарт (2018)                           | Высшая позиция |
| ------------------------------------- | -------------- |
| Канада (Billboard Canadian Hot 100)   | 52             |
| Венгрия (Single Top 40)               | 21             |
| Швеция (Sverigetopplistan)            | 9              |
| США (Billboard Hot 100)               | 83             |
| США (Billboard Hot R&B/Hip-Hop Songs) | 45             |